# Hagelkreuzstraße 40 (Mönchengladbach)

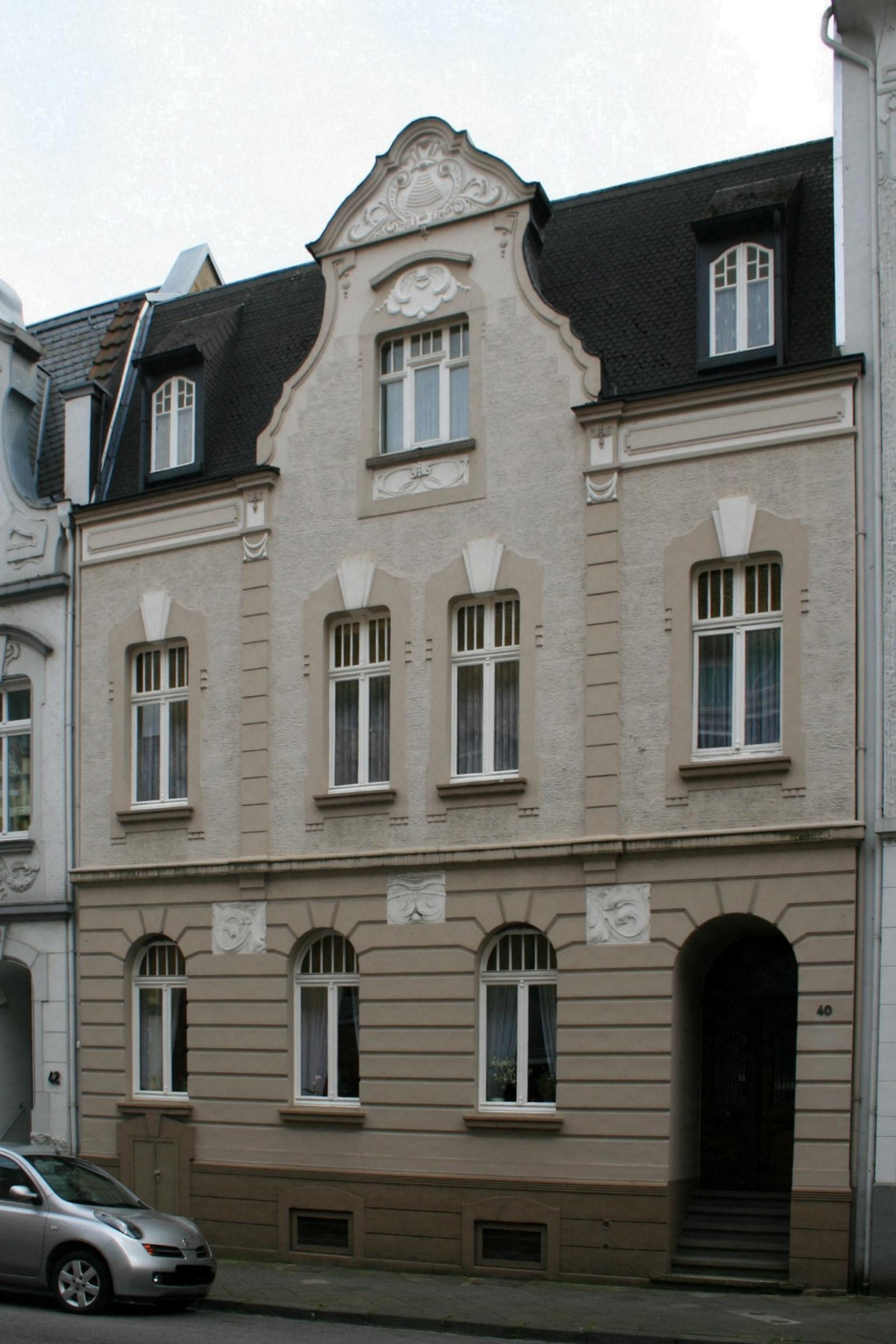
Wohnhaus (2010)

Das Wohnhaus Hagelkreuzstraße 40 steht in Mönchengladbach (Nordrhein-Westfalen).
Das Gebäude wurde 1906 erbaut. Es wurde unter Nr. H 085  am 6. Dezember 1994 in die Denkmalliste der Stadt Mönchengladbach eingetragen.

## Lage
Die Hagelkreuzstraße liegt im nördlichen Stadterweiterungsgebiet zwischen dem Neuen Wasserturm und dem Bunten Garten.

## Architektur
Der zweigeschossige Putzbau von vier  Achsen mit kurzem, rückwärtigem Anbau ist horizontal gegliedert durch Sockel-, Stockwerk- und gesprengtes Traufgesims. Sockel- und Erdgeschoss haben einen traditionellen Fugenschnitt, das Obergeschoss ist in geriefeltem Rauputz ausgeführt.
Die tief eingeschnittene Eingangsnische rechts im Erdgeschoss ist mit einem Rundbogen abgeschlossen; der flächig gerahmte Kellerzugang links im Sockelgeschoss wird zwei von zwei Rechteckfenstern flankiert. Das Obergeschoss ist axial-symmetrisch gegliedert, dabei werden  die beiden Mittelachsen mittels Schweifgiebel und rahmenden Lisenen betont. Die Fenstergliederungen und -formen sind differenziert ausgeführt. Das Erdgeschoss wird durch drei hochformatige in regelmäßigen Achsabständen glatt in die Wandfläche eingeschnittene Rundbogenfenster belichtet; die Öffnungen des Obergeschosses – die beiden mittleren eng zusammengerückt – sind als Hochrechteckfenster mit schlusssteinbesetzten Einfassungen ausgebildet.
Das breitere, dreigeteilte Fenster im Giebelfeld ist ornamental gerahmt; daneben in der Dachfläche beidseitig flankierend eine Schleppgaube. Die flach aufgelegte Stuckornamentik mit zum Teil plastisch durchformulierten Dekorelementen zitiert geometrische und vegetabile Formen des Jugendstils.